# Librazhd
Librazhd kisváros Kelet-Albániában, Elbasan városától légvonalban 21, közúton 25 kilométerre északkeletre, Elbasan megyében. Librazhd község, valamint Librazhd alközség központja, egyúttal ez utóbbi közigazgatási egység egyetlen települése is. A 2011-es népszámlálás alapján az alközség, vagyis Librazhd város népessége 6937 fő.

## Fekvése
Librazhd az Ohridi-tó nyugati előterében, a Shkumbin folyó felső szakaszán, annak jobb partján helyezkedik el, ahol a hegyek közt utat törő víz nyugat felé kiszélesedő völgybe ér. A várost a többi irányból a Közép-Albán-hegység 10-15 kilométeres távolságban lévő hegyei zárják közre, valamennyi egyúttal természetvédelmi oltalom alatt álló terület is: északkeleten, a Shebenik–Jabllanica Nemzeti Park területén a Shebenik- (2253 m, Maja e Shebenikut), illetve a Shakpa-hegy (1435 m, Maja e Shakpës) magasodik, délen a Dardha–Xhyra természetvédelmi terület csúcsa, a Faqja e Madhë (1935 m) emelkedik, északnyugatról pedig az Ulok-hegy (1165 m, Maja e Ulokut), illetve a Kuturman természetvédelmi terület határolja.
A város szélén fut a Tiranát és Elbasant Korçával összekötő SH3-as jelű főút, amelybe észak felől itt fut bele a Peshkopiát a déli országrészbe bekapcsoló út. Librazhd a Durrës–Korça-vasútvonal egyik állomása.

## Története
Az ókorban itt, a Shkumbin (akkori nevén Genusus) völgyében húzódott a Via Egnatia nevű kereskedelmi és hadi út. A település első említése 1515-ből ismert Liborasi alakban. A huszadik század közepéig kevéssé jelentős település volt, bár a Librazhdot is érintő Tirana–Elbasan–Korça-főútvonal 1929-es építése fellendítette gazdasági életét.
A második világháború első éveiben az Albániát megszálló olasz hadsereg tartalék hadtestei állomásoztak a Shkumbin völgyének településein, így Librazhdban is. A jobboldali Nemzeti Front (Balli Kombëtar) soraiban a környező hegyekben harcoló gerillacsapatok 1942. augusztus 7-én merényletet hajtottak végre a librazhdi Shkumbin-hídnál, amelynek során tizenhét olasz katona elesett, további harminc pedig megsérült. Egy évvel később, 1943 júniusában a Librazhdot Peshkopiával összekötő úton található Zalli-hidat (Ura e Zallit) szintén felrobbantották. Később az olasz megszállók helyét a Harmadik Birodalom katonái vették át Librazhdban is. 1943. szeptember 8-án kommunista partizánok támadták meg Librazhdot, és több mint kétszáz németet öltek meg. Ennek ellenére a németek még sokáig tartották a várost, ahonnan sorozatos támadásokat intéztek a környéken tevékenykedő partizánok ellen.
A világháborút követő években indult meg a falusias település urbanizációja, amikor a környék vasnikkel- és nikkel-szilikát-nyersanyagát feldolgozó vasipari létesítményeket telepítettek a városba, majd 1960. február 18-án városi címet is kapott.
1967. november 30-án 6,5-es erősségű földrengés rázta meg Dibra és Librazhd környékét, amelynek következtében az albániai területeken tizenegyen meghaltak, és 2400 család lakhelye dőlt romba.

## Nevezetességei
Mint más, az erőltetett iparfejlesztés évtizedeiben kiépült albániai városok, Librazhd is szűkölködik látnivalókban. Az ugyancsak a kommunista múltat idéző mártírok temetőjén kívül a blokkházak közé ékelt ortodox temploma érdemel említést. A városka keleti előterében található a 2008-ban alapított Shebenik–Jabllanica Nemzeti Park, illetve annak egy része, a 2017 óta világörökségi védelmet élvező rrajcai ősbükkös.
Librazhd közelében, Orenjában született Sabri Koçi (1921–2004) muszlim vallási vezető.